# Záhorovice
Záhorovice (Duits: Sahorowitz) is een Tsjechische gemeente in de regio Zlín, en maakt deel uit van het district Uherské Hradiště.
Záhorovice telt 1075 inwoners.
Babice ·
Bánov ·
Bílovice ·
Bojkovice ·
Boršice u Blatnice ·
Boršice ·
Břestek ·
Březolupy ·
Březová ·
Buchlovice ·
Bystřice pod Lopeníkem ·
Částkov ·
Dolní Němčí ·
Drslavice ·
Hluk ·
Horní Němčí ·
Hostějov ·
Hostětín ·
Hradčovice ·
Huštěnovice ·
Jalubí ·
Jankovice ·
Kněžpole ·
Komňa ·
Korytná ·
Kostelany nad Moravou ·
Košíky ·
Kudlovice ·
Kunovice ·
Lopeník ·
Medlovice ·
Mistřice ·
Modrá ·
Nedachlebice ·
Nedakonice ·
Nezdenice ·
Nivnice ·
Ořechov ·
Ostrožská Lhota ·
Ostrožská Nová Ves ·
Osvětimany ·
Pašovice ·
Pitín ·
Podolí ·
Polešovice ·
Popovice ·
Prakšice ·
Rudice ·
Salaš ·
Slavkov ·
Staré Hutě ·
Staré Město ·
Starý Hrozenkov ·
Strání ·
Stříbrnice ·
Stupava ·
Suchá Loz ·
Sušice ·
Svárov ·
Šumice ·
Topolná ·
Traplice ·
Tučapy ·
Tupesy ·
Uherské Hradiště ·
Uherský Brod ·
Uherský Ostroh ·
Újezdec ·
Vápenice ·
Vážany ·
Velehrad ·
Veletiny ·
Vlčnov ·
Vyškovec ·
Záhorovice ·
Zlámanec ·
Zlechov ·
Žítková